# Малый Афанасьевский переулок
Ма́лый Афана́сьевский переу́лок — улица в центре Москвы в районе Арбат между Арбатской площадью и Большим Афанасьевским переулком.

## Происхождение названия
Название Большого и Малого Афанасьевских переулков возникло в XVIII—XIX веках по церкви святителей Афанасия и Кирилла Александрийских, которая стоит на углу Сивцева Вражка и Большого Афанасьевского.

## Описание
Малый Афанасьевский переулок начинается от Арбатской площади в конце Гоголевского бульвара, проходит на запад, слева к нему примыкает Филипповский переулок, выходит на Большой Афанасьевский.

## Здания и сооружения
По нечётной стороне:
- № 5 — Доходный дом (1913, архитектор Д. В. Стерлигов)
- № 9/32 — Доходный дом О. О. Вильнера (Н. Калиновского) (1905—1906, архитектор Н. И. Жерихов[1])

По чётной стороне:
- Дом 14/34 — ресторан «Токио»;
- Дом 14/34, строение 1 — посольство Туркменистана, консульский отдел.